# Speyerer Auwald
Koordinaten: 49° 17′ 6″ N, 8° 28′ 23″ O
Der Speyerer Auwald ist ein auf der Gemarkung der Stadt Speyer an Rhein und Berghäuser Altrhein gelegener Auwald. Er erstreckt sich zwischen der Gemarkungsgrenze zur Verbandsgemeinde Römerberg im Süden entlang dem Rheinhauptdeich zwischen diesem und zunächst dem Berghäuser Altrhein und nach dessen Einmündung in den Rhein zwischen Rheinhauptdeich und Rhein bis zum Neuen Hafen von Speyer.
Ganz im Norden hat Speyer noch Anteil am Angelhofer Altrhein. Der gesamte Speyerer Rheinauenwald bestand in der oberen Baumschicht zu 29 Prozent aus Eschen, 26 % Pappeln, 20 % Eichen, 16 % Ahorn, 3 % Nussbäumen, 2 % Buchen und 4 % anderen Baumarten, vor allem Weiden.
Der Speyerer Auwald befindet sich zum Teil im Eigentum der Stadt, zum Teil im Eigentum des Landes Rheinland-Pfalz und entlang des Rheins im Eigentum der Bundesrepublik Deutschland, vertreten durch das Wasser- und Schifffahrtsamt Mannheim. Stadt- und Landesforst einerseits und Bundesforst andererseits werden von zwei verschiedenen Forstämtern verwaltet.

## Gliederung und Besonderheiten des Auwalds

### Hintere Hammelweid und Sick'sche Wiese
Stromaufwärts im Bereich Dammwachthaus, der sich auf Römerberger Gemarkung erstreckt, befindet sich das Waldstück Hintere Hammelweid und die sogenannte Sick'sche Wiese, eine Stromtalwiese mit zahlreichen seltenen Arten. Besonders selten ist die am Rande der Sick'schen Wiese nachgewiesene Blaue Ödlandschrecke. In einer Feuchtwiese am Dammwachthaus wurde der Große Feuerfalter nachgewiesen, eine geschützte Art nach Anhang II der FFH-Richtlinie.

### Im Hechenich, Runkedebunk, Insel Horn
Der im Gegensatz zum Berghäuser Altrhein nicht mehr mit dem Rhein verbundene Altrheinarm Runkedebunk trennt innerhalb des Auwaldes die Insel Horn ab. Die Flurstücke östlich und westlich der Insel Horn und der schmale Streifen zwischen Rheinhauptdeich und Runkedebunk wird als Im Hechenich bezeichnet.

### Goldgrube und Lausgrube
Nördlich des Rheinhauptdeiches oberhalb des Bereiches Im Hechenich, Runkedebunk, Insel Horn, befinden sich das Altgewässer Goldgrube, so genannt wegen der dortigen früheren Gewinnung von Rheingold und Löschsand, und die Senke Lausgrube, die sich öfter mit Druckwasser füllt. (752 kB)

#### Vögel
Im Bereich Im Hechenich, Runkedebunk, Insel Horn und Goldgrube ließen sich Vorkommen von 15 streng geschützten Vogelarten sowie von 11 besonders geschützten oder gefährdeten Arten auffinden, davon sieben Arten, die im Anhang I der EU-Vogelschutzrichtlinie aufgeführt sind.

#### Streng geschützte Arten
- Purpurreiher (Runkedebunk), Schutz gemäß Anhang I der EU-Vogelschutzrichtlinie
- Schwarzmilan (1 Horst in der Goldgrube), Schutz gemäß Anhang I der EU-Vogelschutzrichtlinie
- Habicht (Insel Horn),
- Sperber (Goldgrube),
- Mäusebussard (Goldgrube, Insel Horn),
- Turmfalke (Goldgrube),
- Baumfalke (Goldgrube),
- Waldwasserläufer (Goldgrube),
- Eisvogel (Goldgrube, Runkedebunk), Schutz gemäß Anhang I der EU-Vogelschutzrichtlinie
- Wendehals, (Goldgrube)
- Grauspecht, Schutz gemäß Anhang I der EU-Vogelschutzrichtlinie
- Grünspecht, (nördl. Goldgrube)
- Schwarzspecht, Schutz gemäß Anhang I der EU-Vogelschutzrichtlinie
- Mittelspecht, Schutz gemäß Anhang I der EU-Vogelschutzrichtlinie

#### Besonders geschützte Arten
Aus L.A.U.B.:
- Zwergtaucher (Goldgrube),
- Haubentaucher,
- Graureiher (Goldgrube, Runkedebunk),
- Krickente (Goldgrube),
- Wasserralle (Goldgrube),
- Kleinspecht, (Insel Horn)
- Gelbspötter (Insel Horn, Goldgrube),
- Pirol (Insel Horn, Goldgrube),
- Neuntöter, Schutz gemäß Anhang I der EU-Vogelschutzrichtlinie
- Beutelmeise (Goldgrube),
- Saatkrähe (Goldgrube),
- Möwenverwandte, Regenpfeiferartige u. a. („Laro-Limikolen“) (50 Arten),
- Schwimmvögel (40 Arten)

Auf der Insel Horn fanden sich 81 Bäume mit Spechthöhlen, davon 45 in Pappeln, elf in Eichen, je acht in Eschen und Weiden, sieben in Birken, drei in Graupappeln und zwei in Birnbäumen.

#### Fledermäuse
Mittels Detektoraufnahmen und Netzfängen ließen sich auf der Insel Horn zehn Arten von Fledermäusen nachweisen.

#### Streng geschützte Arten
- Bechsteinfledermaus, besonders bemerkenswert fand der Gutachter aufgrund des Fanges eines trächtigen Weibchens und des geringen Aktionsradius der Art von 500 Meter den sicheren Nachweis eines Brutvorkommens,
- Braunes Langohr,
- Großer Abendsegler,
- Großes Mausohr (unsicherer Detektornachweis),
- Kleine Bartfledermaus,
- Kleiner Abendsegler,
- Mückenfledermaus,
- Rauhautfledermaus,
- Wasserfledermaus,
- Zwergfledermaus.

#### Reptilien
Die Gewässer Goldgrube und Runkedebunk werden von Ringelnattern, eine sonders geschützte und gefährdete Art, besiedelt, der Rheinhauptdeich auf der Höhe der Insel Horn und die Sick'sche Wiese von Zauneidechsen.

#### Amphibien
Im Bereich Runkedebunk, Goldgrube und Berghäuser Altrhein liegen Artnachweise für folgende nach der Fauna-Flora-Habitat Richtlinie geschützte Arten vor:
- Kammmolch, Goldgrube, Reliktbestand
- Knoblauchkröte
- Kreuzkröte, Goldgrube, Sick'sche Wiese, Druckwassersenken
- Wechselkröte, Vorkommen von mehreren hundert ist ein Verbreitungsschwerpunkt der Art
- Laubfrosch (Nordgrenze des Verbreitungsgebietes in den Rheinauen)
- Moorfrosch, Art vom Aussterben bedroht
- Kleiner Wasserfrosch, Runkedebunk, Berghäuser Altrhein

### Im Hechenich Nordteil, Rheinhäuser Fähre, Im Salmengrund
Nördlich wird das Flurstück Im Unteren Hechenich durch die Straße zur Rheinhäuser Fähre begrenzt. In diesem Bereich erreicht der Berghäuser Altrhein den Rhein. Im Endstück legt die Fähre an und während des Kalten Krieges war hier eine schwimmende Notbrücke für den Verteidigungsfall stationiert. Ein Teil des Geländes war als militärischer Sperrbezirk ausgewiesen und eingezäunt.
Es folgt das Flurstück Im Salmengrund. Der Name erinnert an die frühere bedeutende Lachsfischerei in Speyer.

### Schänzel, Ratswört, Rheinanlage, Herrenwiese
Nördlich des Salmengrundes ganz im Rheinknick folgt das Flurstück Schänzel. Dann folgen die Flurstücke Ratswört und Rheinanlage, von Speyerern die Anlach genannt. Westlich zum Deich liegt dort die Herrenwiese, früher ein Ausflugsort für die Stadtbewohner, wo Freiluftkonzerte und Tanzveranstaltungen stattfanden. Im Osten der Flurstücke erstrecken sich zwei weitere Altgewässer.

### An der Lußheimer Fahrt und Färchenwärtel
Den nördlichen Abschluss des Speyerer Auwalds bildet das Flurstück An der Lußheimer Fahrt, deren Name an die Fähre nach Altlußheim erinnert, und schließlich die spitz auslaufende Gemarkung Färchenwärtel. Der westliche Teil der Gemarkung An der Lußheimer Fahrt ist eine große Stromtalwiese. Die spitze Form des Färchenwärtel ergibt sich aus dem Einschnitt durch das erste von zwei Hafenbecken des Neuen Hafens von Speyer. Dort befindet sich die Schiffswerft Braun und ein Yachthafen.

## Wertvolle Biotoptypen im Speyerer Auwald
- Schilfröhrichte finden sich insbesondere im Bereich Goldgrube, der Schluten innerhalb der Insel Horn und im Altarm Runkedebunk.
- Entlang des Berghäuser Altrheins auf der Insel Horn und am Nordrand der Insel Flotzgrün findet sich ein schmaler Streifen Weichholzauenwald vom Typ Silberweidenauenwald.
- Im Bereich Gold- und Lausgrube wachsen Silberweiden-Gesellschaften.
- Auf der Insel Horn findet sich ein forstlich überprägter Hartholzauenwald mit Esche und Bergahorn, aber auch naturnahe Komplexe des Stieleichen-Feldulmen-Auenwaldes (Querco-Ulmetum).

## Schutzstatus nach Europarecht
Auch die EU-Richtlinien sind in Landesrecht umgesetzt und ihre Umsetzung erfolgen durch Land und Stadt, aber ihre Ausgestaltung und Umsetzung werden letztlich durch das vorgängige EU-Recht bestimmt und es gibt auch Beschwerdeverfahren zur EU-Ebene.

### EU-Vogelschutzgebiet
Der Speyerer Auwald, gelegentlich in Speyer auch als Auwald Süd bezeichnet, ist insgesamt Teil des EU-Vogelschutzgebietes DE 6716-402 „Berghäuser und Lingenfelder Altrhein“ (ohne Goldgrund und Lausgrund). Die Kurzcharakteristik lautet: Teilweise ausgebaggerte Altrheine, Weich- und Hartholzauen sowie ein System röhrichtbewachsener Gräben und seggenreicher Wiesen kennzeichnen den Auenkomplex zwischen Germersheim und Speyer.
Die Schutzwürdigkeit ergibt sich aus: Bestände der röhricht- und baumbrütenden Zielarten in beachtlichen Größen. Altwässer und große Schlammflächen u. a. für Laro-Limikolen, Enten, Gänse und andere Schwimmvögel unverzichtbares Rast- und Durchzugsgebiet. Das Erhaltungsziel nach der „791-1-17 Landesverordnung über die Erhaltungsziele in den Natura 2000-Gebieten vom 18. Juli 2005“ lautet: Erhaltung oder Wiederherstellung einer strukturreichen Auenlandschaft mit einem natürlichen Mosaik aus Flachwasserzonen, Schlamm- und Kiesbänken, Röhricht, Weich- und Hartholzauenwäldern.
Als Arten mit Hauptvorkommen gemäß Artikel 4 Absatz 1 und 2 der Vogelschutzrichtlinie im Gebiet DE 6716-402 sind festgestellt: Schwarzmilan, Eisvogel, Mittelspecht, Blaukehlchen, Purpurreiher, Wespenbussard, Rohrweihe, Grauspecht, Schwarzspecht, Neuntöter, Wachtelkönig, Wasserralle, Wendehals, Schilfrohrsänger, Drosselrohrsänger, Beutelmeise, Seeschwalben, Limikolen, Schwimmvögel (Tauchenten), Gründelenten, Gänse, Kormoran, Möwen.

### Fauna-Flora-Habitat
Der Speyerer Auwald ist insgesamt Teil des FFH-Gebietes DE 6716-301 Rheinniederung Germersheim-Speyer. Die Kurzcharakteristik lautet: Rheinauenlandschaft mit ausgedehnten Hartholz-Flussauenwäldern, Altarmen, Tongrubengewässern und Röhrichtbeständen. Die Schutzwürdigkeit ergibt sich aus: Rheinauen-Biotopkomplex mit überregional seltenen Pflanzengesellschaften und Tierartenvorkommen. Habitate für Wanderfische. Besondere Bedeutung als Durchzug- und Rastgebiet für Vögel. Fledermaushabitate. Altholzreiche Auwälder.

## Galerie

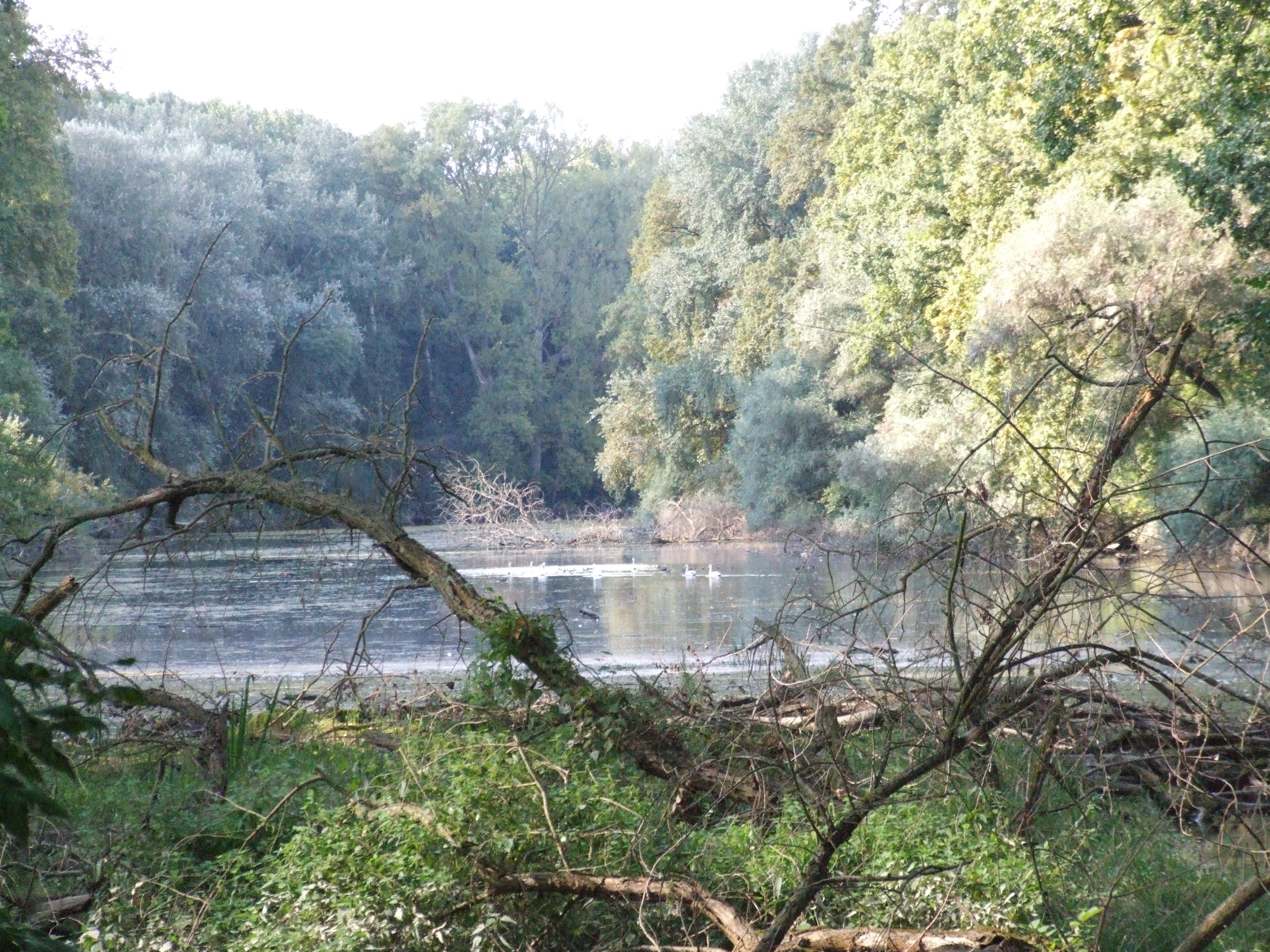
Blick auf den Altrheinarm Runkedebunk, rechts die Insel Horn
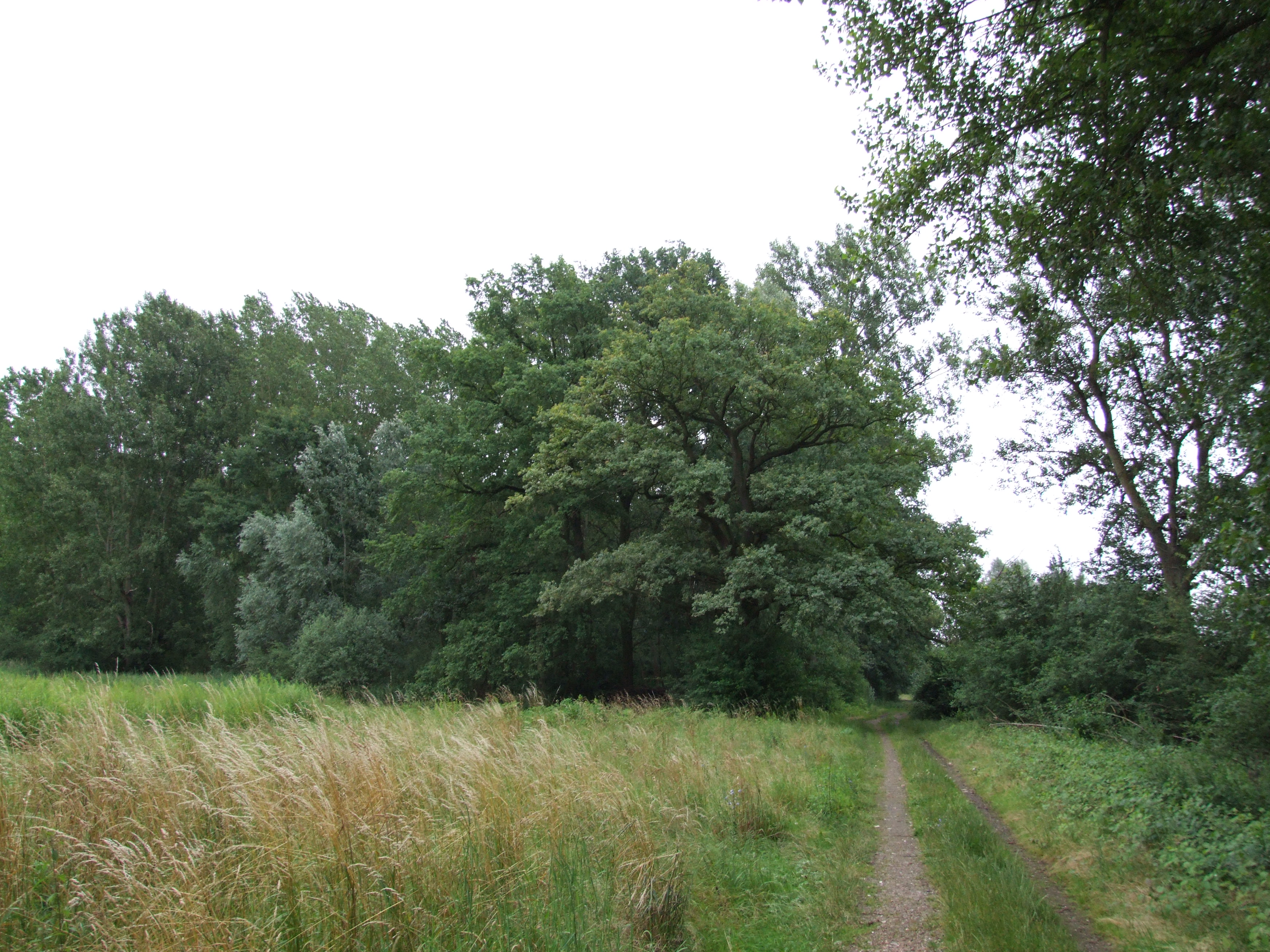
Die Sick'sche Wiese im Speyerer Auwald, eine Stromtalwiese
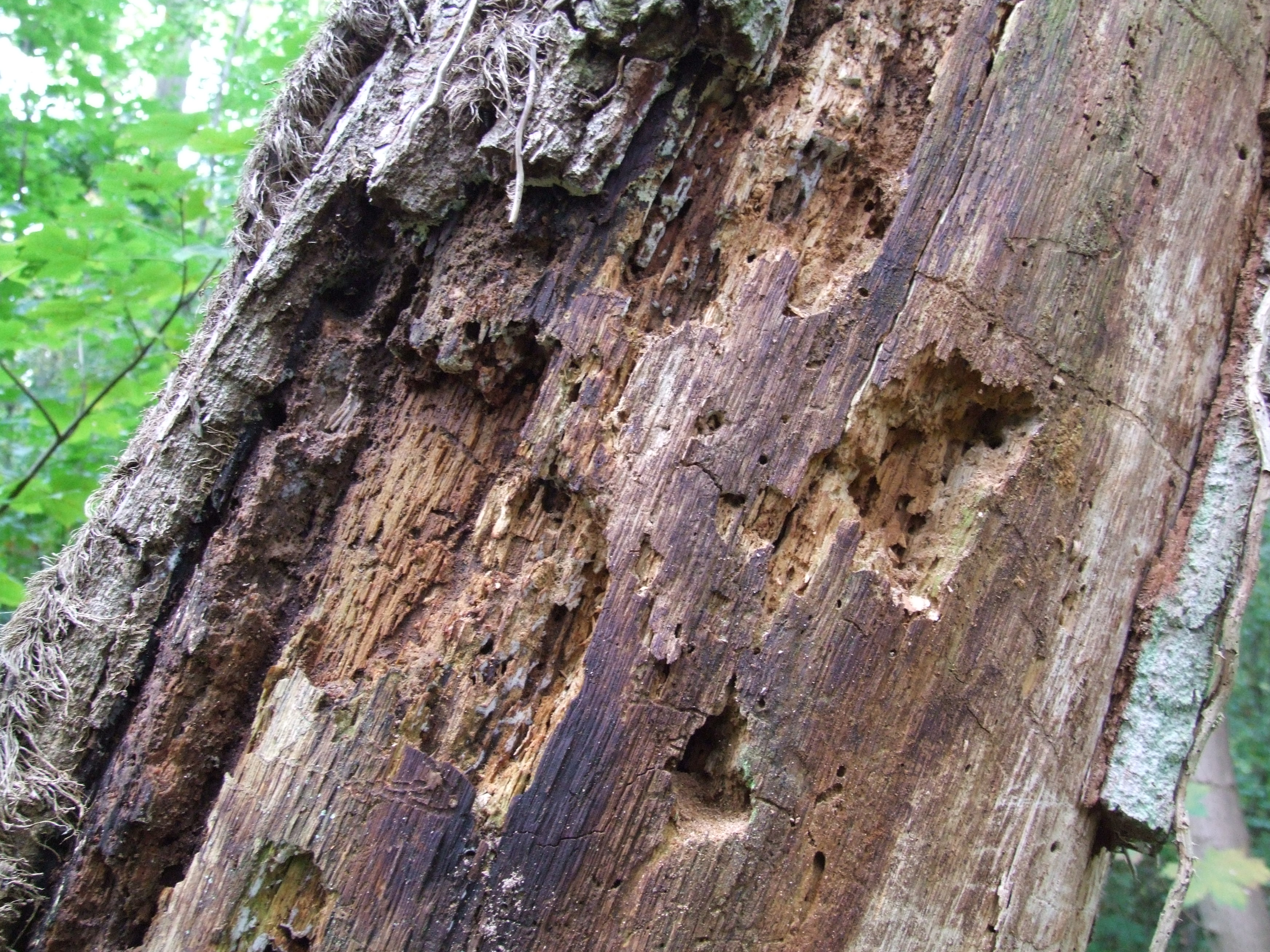
Totholz: ein wichtiger Lebensraum
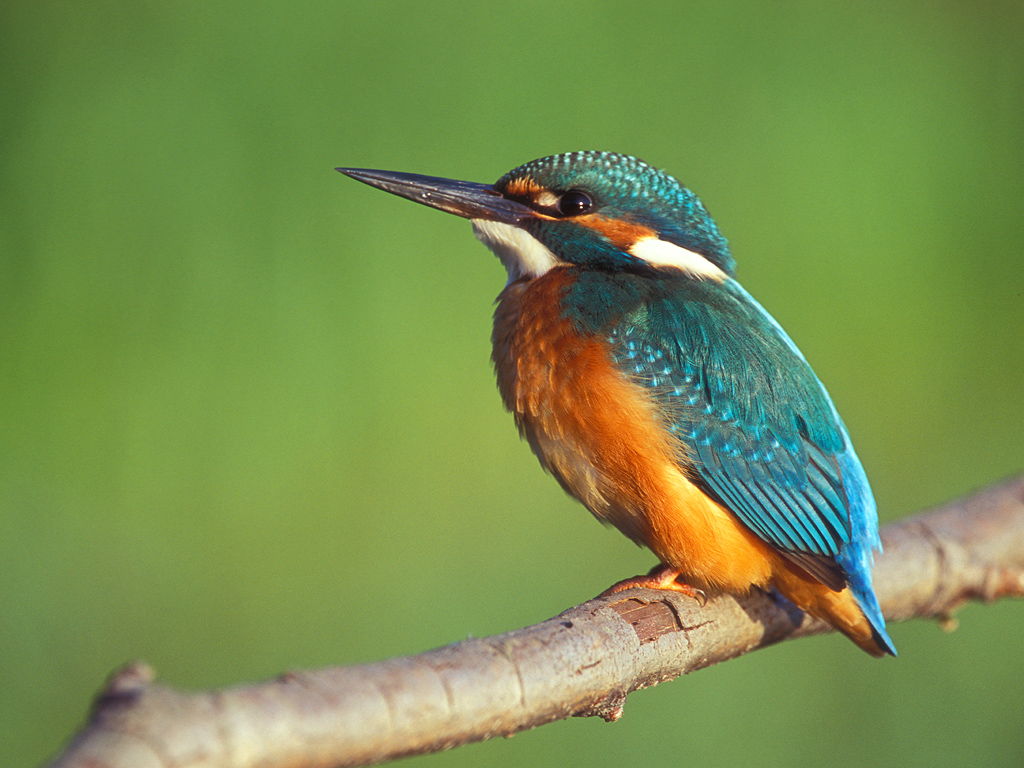
Eisvogel
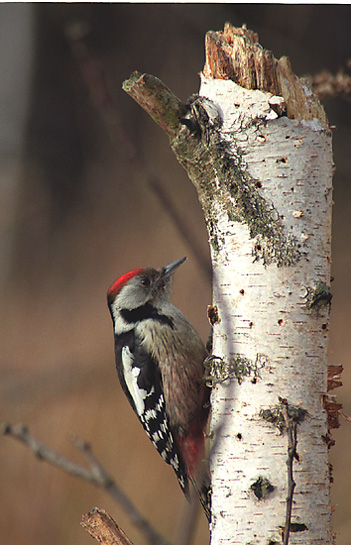
Mittelspecht
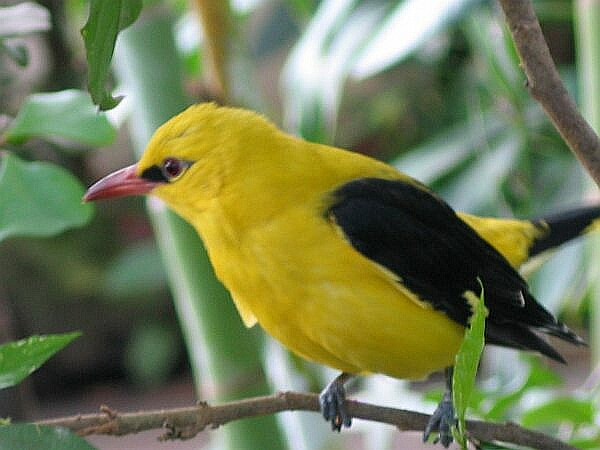
Pirol
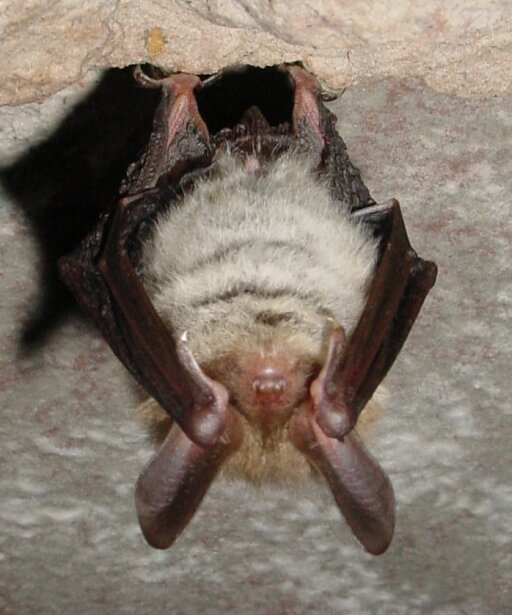
Bechsteinfledermaus
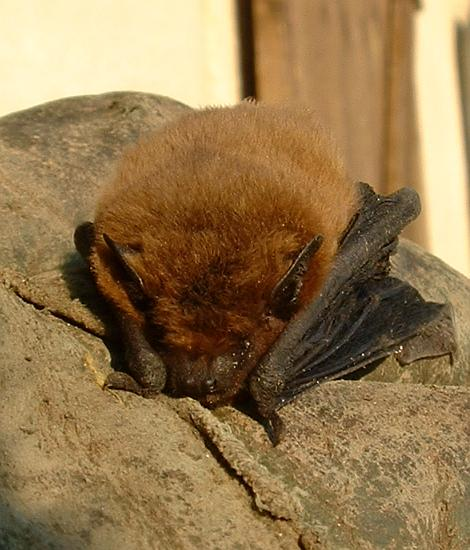
Zwergfledermaus
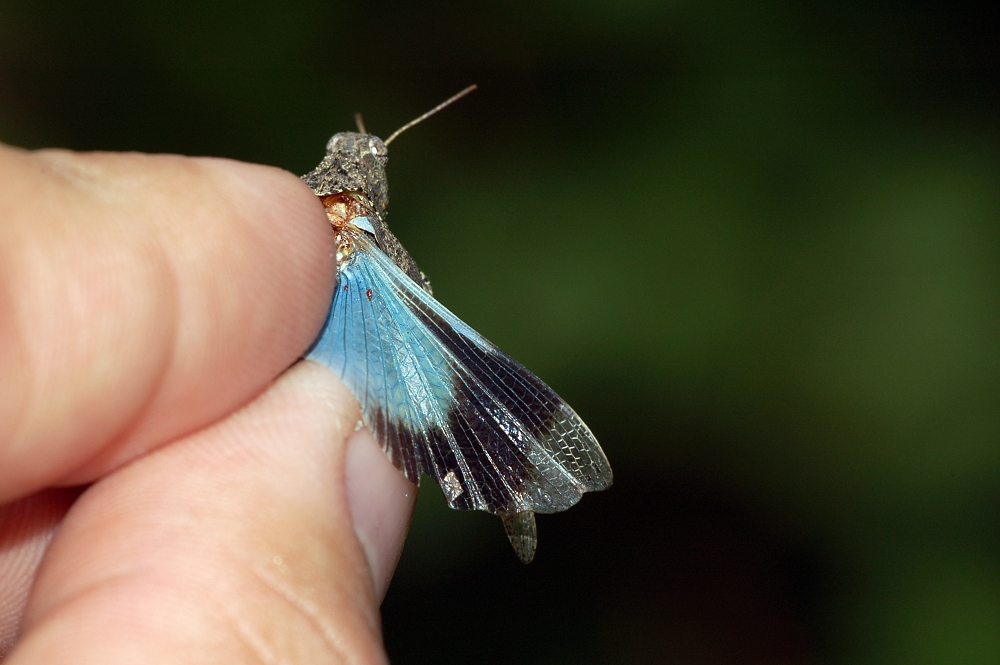
Blaue Ödlandschrecke
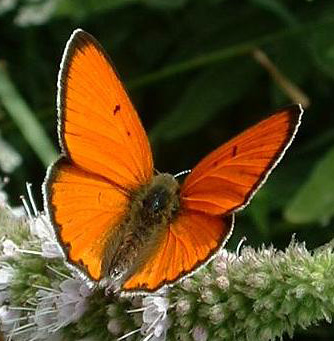
Großer Feuerfalter
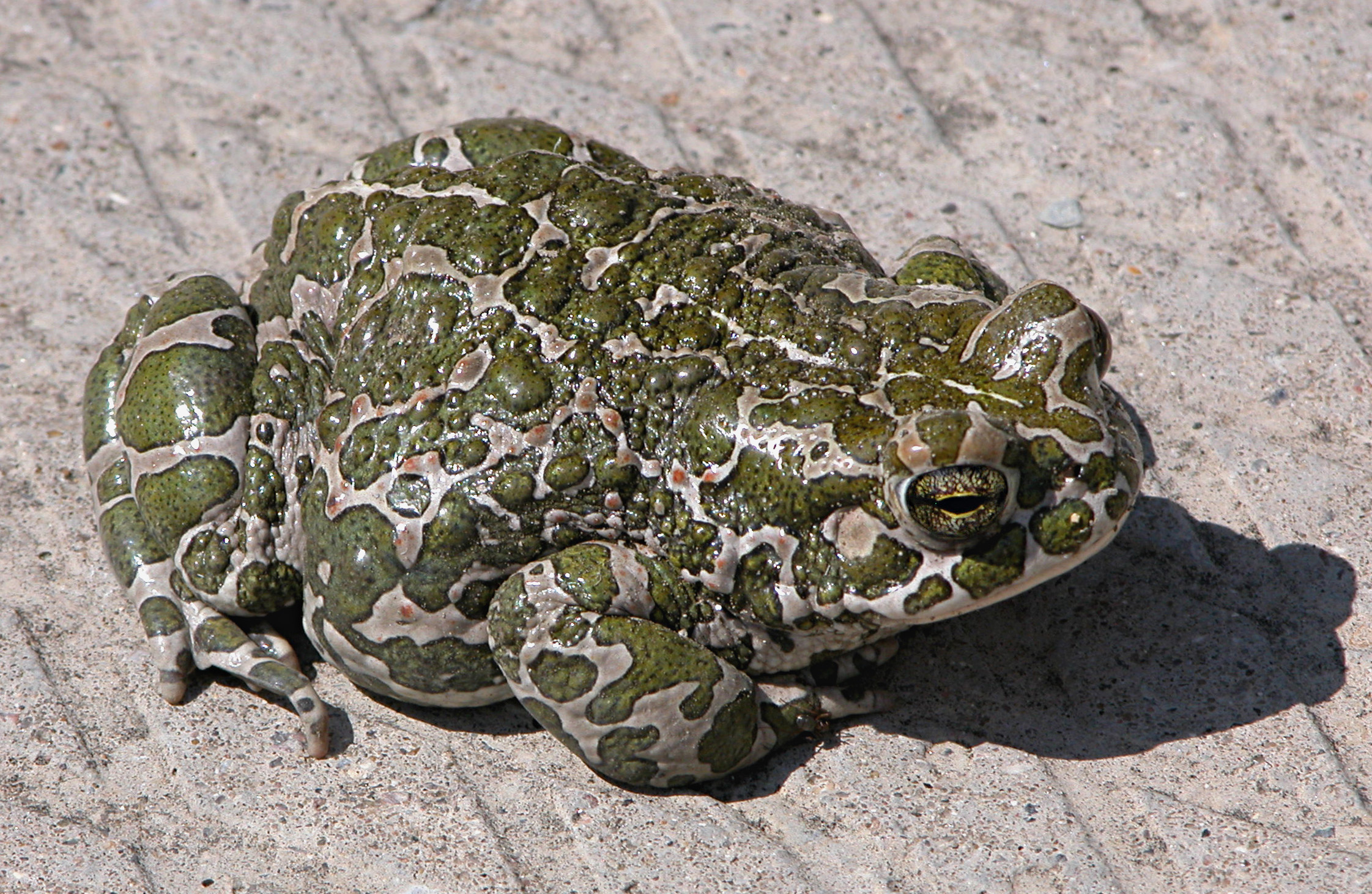
Wechselkröte
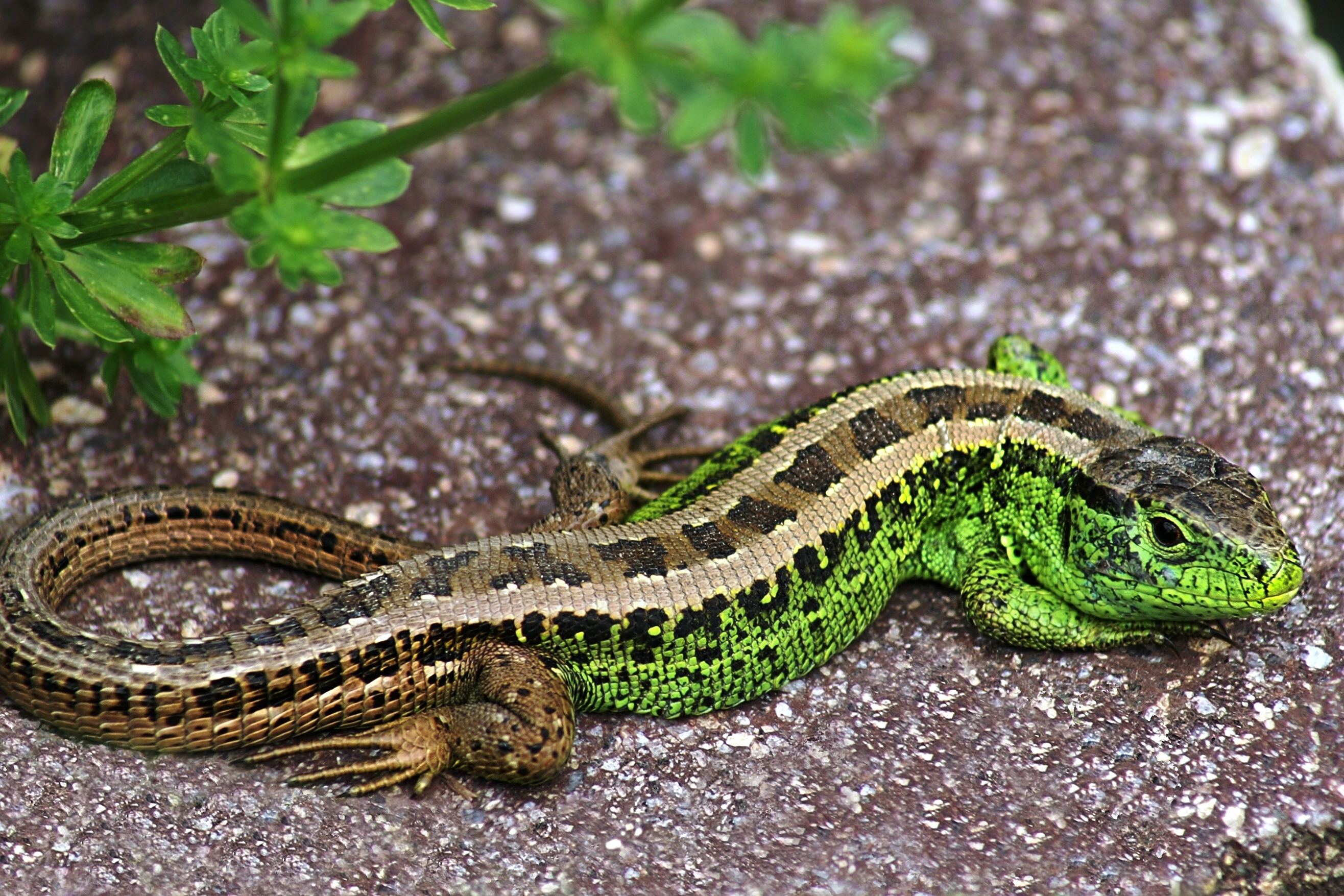
Zauneidechse
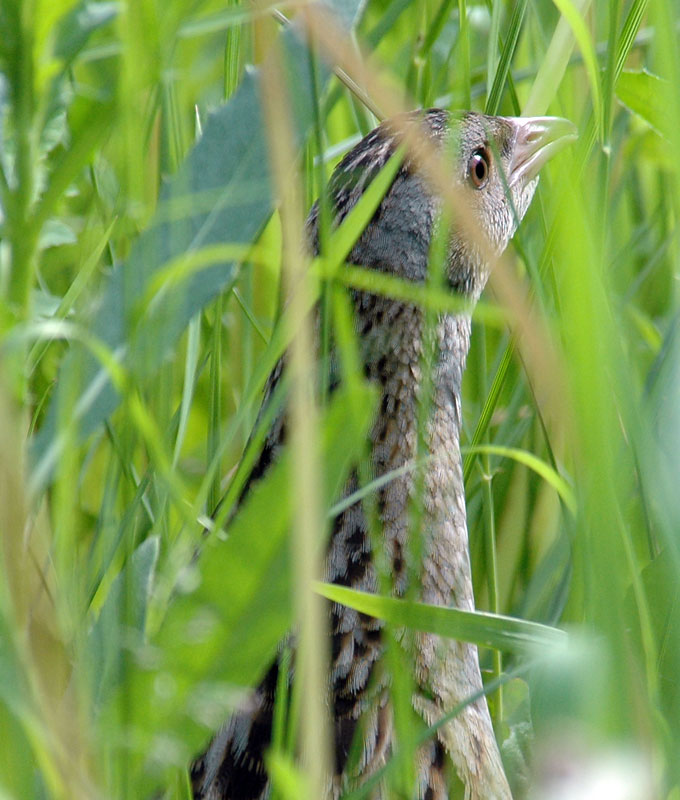
Wachtelkönig
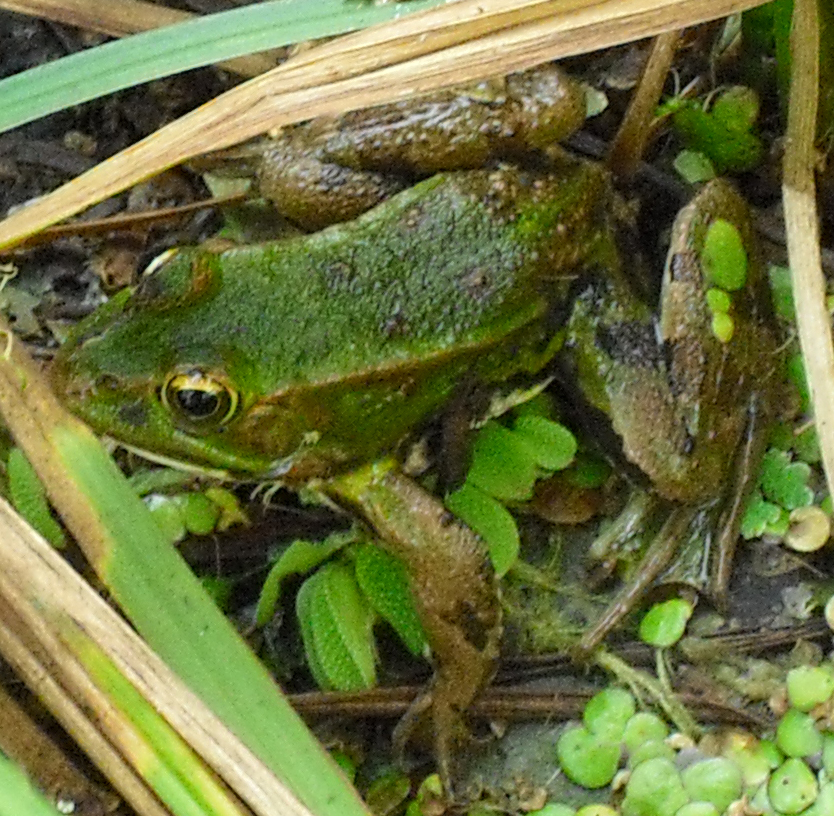
Frosch im Goldgrund
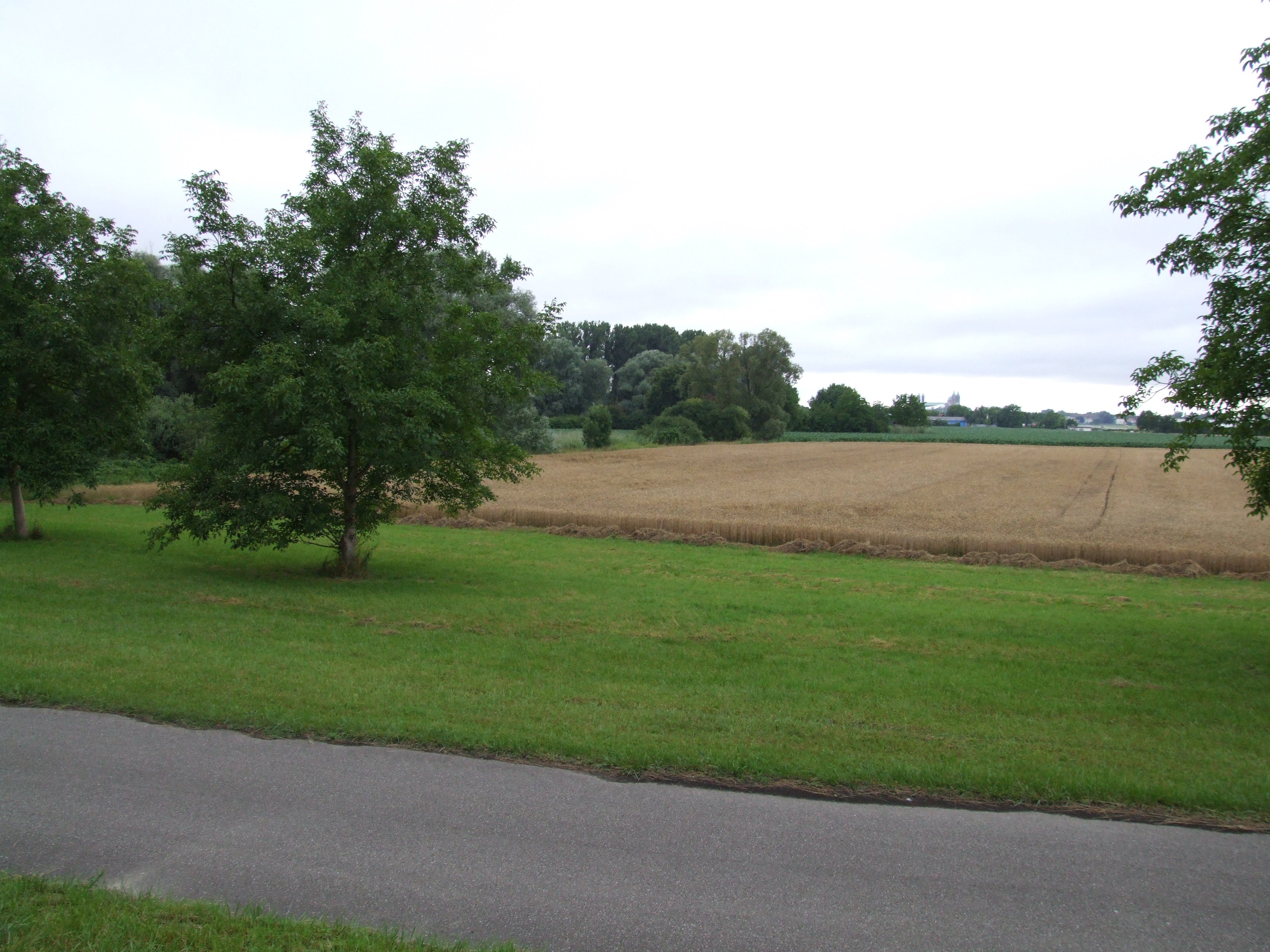
Lausgrund und Goldgrube, am Horizont der Speyerer Dom
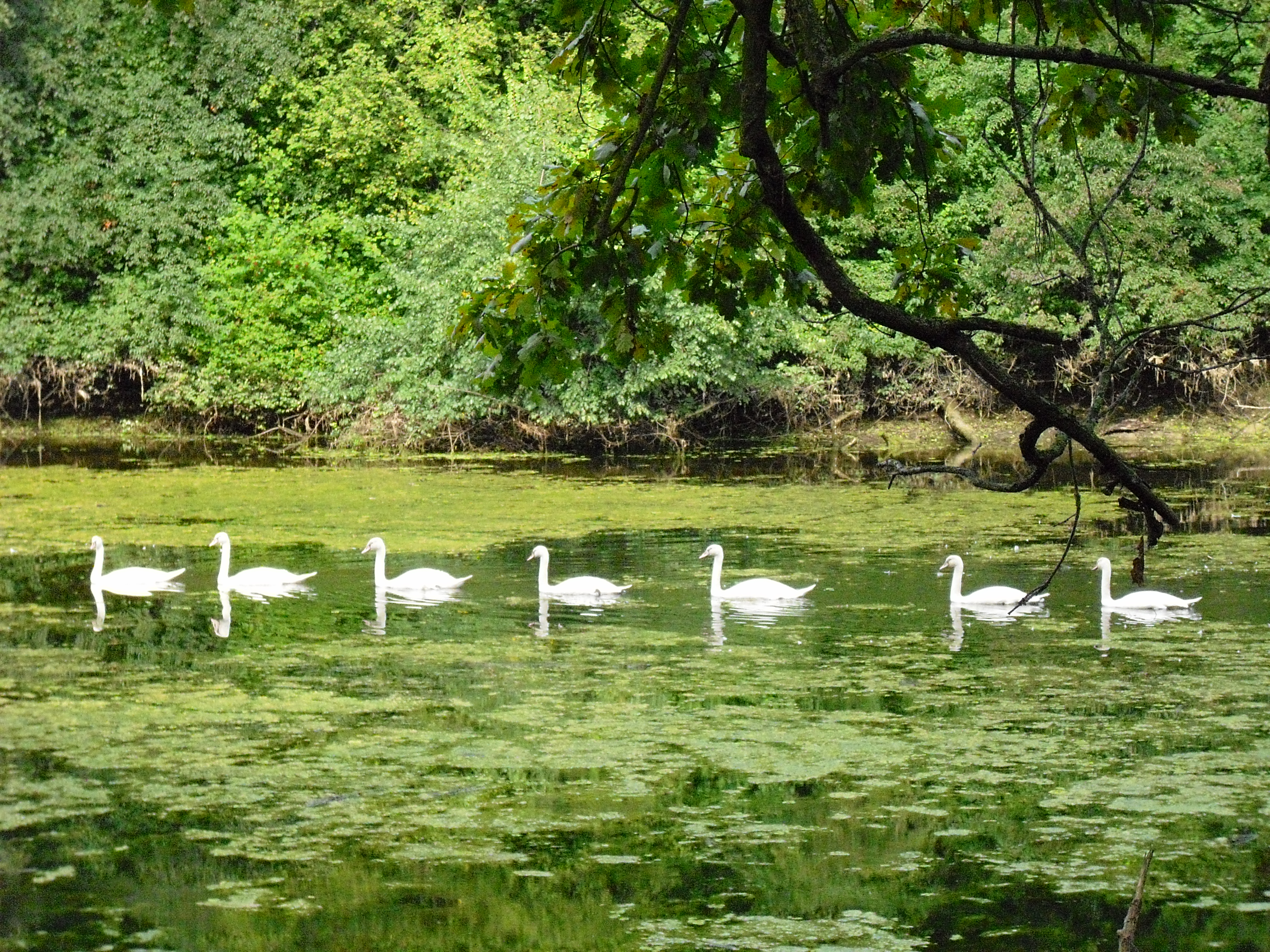
Schwanenparade im Goldgrund
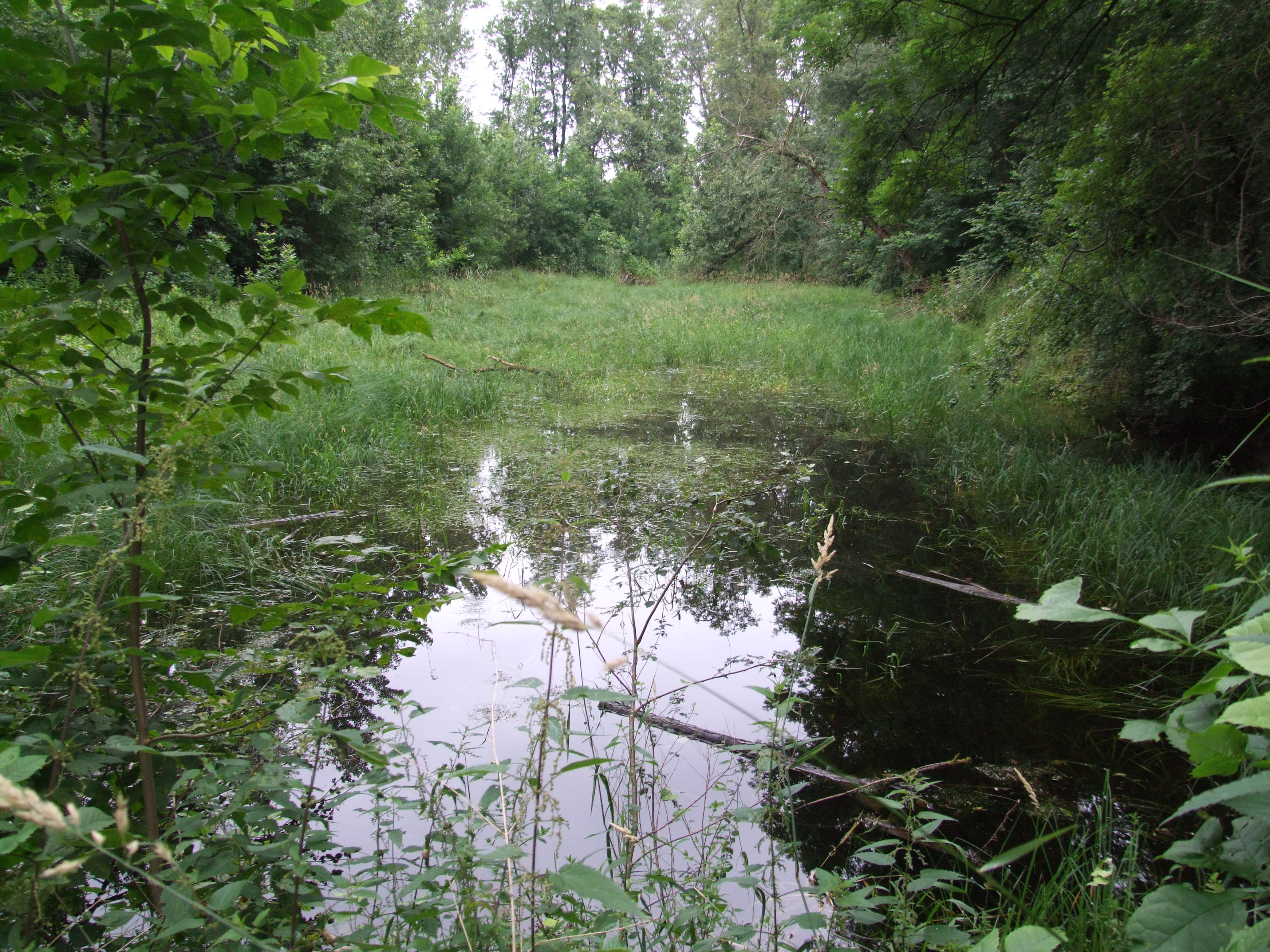
Verlandende Schlute auf der Insel Horn
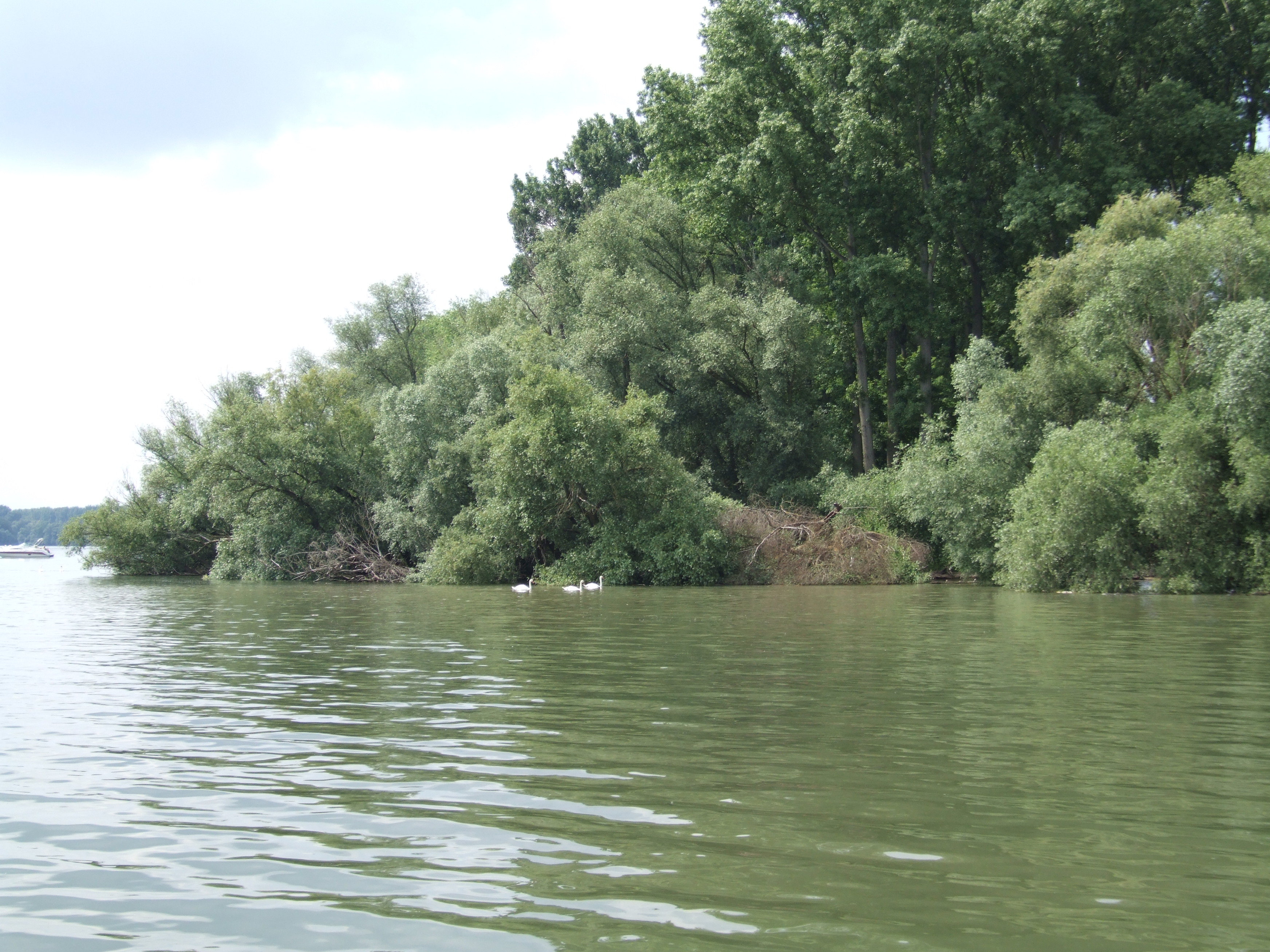
Weichholzaue der Insel Horn, bei leichtem Sommerhochwasser

## Schutzstatus, Zielplanung nach Landesrecht und Kommunalrecht

### Zielsetzung für den Stadtwald
Am 7. Dezember 1993 wurden vom Stadtrat Speyer u. a. folgende Zielsetzungen für den Stadtwald beschlossen:
- Landespflegerische Maßnahmen und Ziele und andere, den Wald berührende Planungen sind zu berücksichtigen, insbesondere den Landschaftsplan zum Flächennutzungsplan der Stadt Speyer und den Pflege- und Entwicklungsplan für die Rheinniederung zwischen Speyer und Germersheim, sowie die Vorschriften zu Natura 2000-Gebieten (Vogelschutz- und FFH-Richtlinie). Dies beinhaltet auch die künftigen Managementpläne für die Natura 2000-Gebiete.
- Zur Steigerung der Biotopvielfalt sollen kleinststandörtliche Unterschiede bei der Baumartwahl berücksichtigt werden.
- Steigerung des Anteils an Überhältern, Altholzgruppen und Totholz; Verzicht auf Brennholznutzung bei den im jeweiligen Forstwirtschaftsplänen festzulegenden Waldgebieten.
- Einhaltung der Zertifizierungsrichtlinien.

Für den Rheinauenwald wurde zusätzlich beschlossen:
- Erhalt und Pflege naturnaher Silberweidenbestände. Erhöhung ihres Anteils in der Weichholzaue durch Umbau geeigneter Bestände bzw. durch Neuanlage.
- Rückschnitt der Kopfweiden im 5-Jahresrhythmus
- Umbau der Schwarznuss- und Bergahorm-Wirtschaftswälder mit naturgemäßen Arten einleiten bzw. fortsetzen (gebiets- und standorttypische Arten der natürlichen Waldgesellschaften).
- Kulturpappel sparsam einsetzen, Verringerung ihres Anteils; auf Altsorten zurückgreifen, die genetisch den Schwarzpappeln näher stehen.
- Im Rheinauewald soll zwischen Leinpfad und Altrheinarm die Pappel ausgezogen werden und ein Silberweiden-Flussauenwald entstehen.[15]

### Naturdenkmale
Seit 1987 sind u. a. 55 ca. 100-jährige Eichen im Speyerer Auwald von der Stadt Speyer als geschützte Landschaftsbestandteile ausgewiesen.

### Goldgrube als geschützter Landschaftsbestandteil

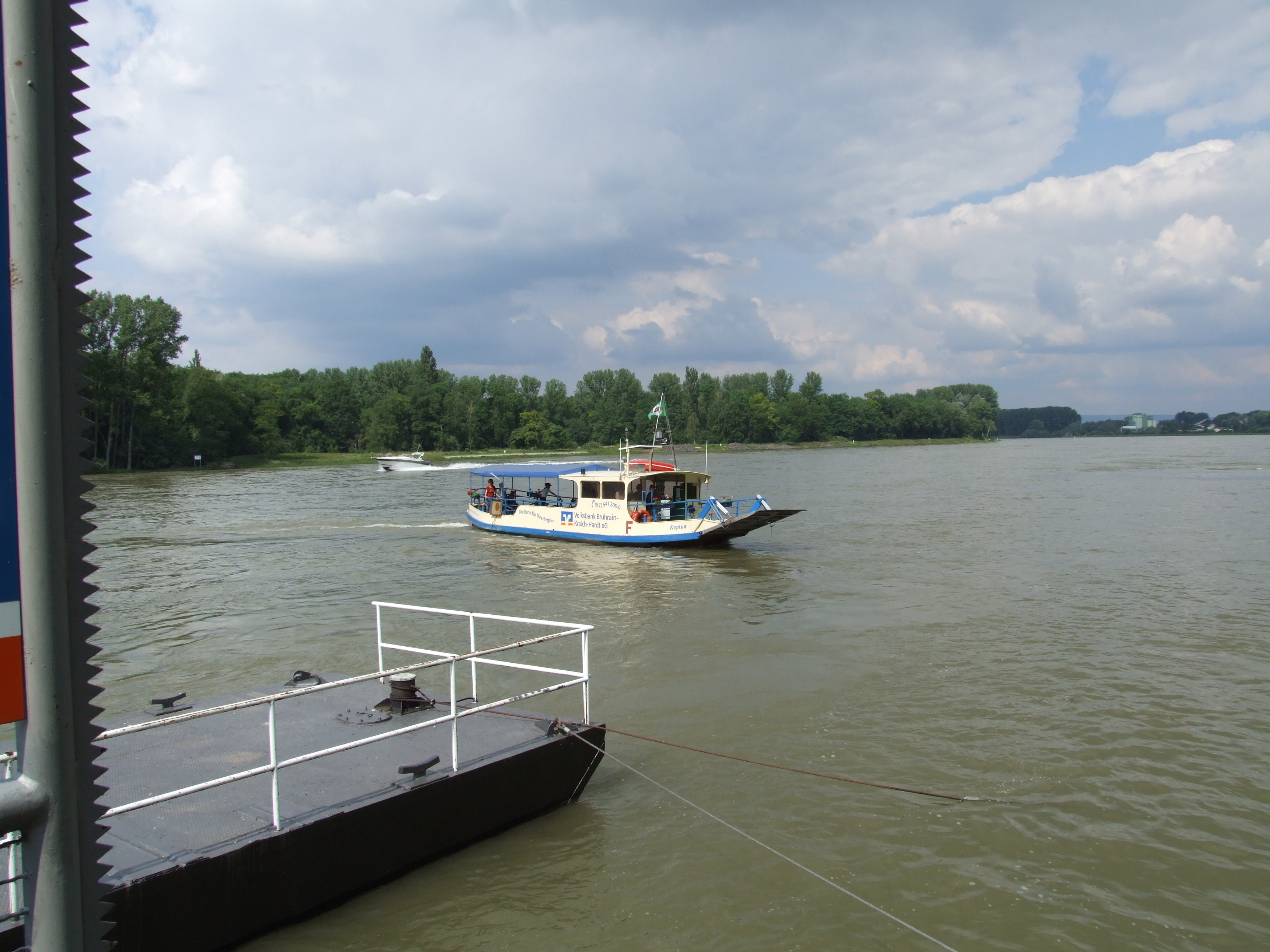
Blick auf das Waldstück Im Salmengrund, Speyerer Auwald, über den Rhein von Rheinhausen aus. Auf dem Rhein die Rheinhäuser Fähre

Durch Verordnung vom 5. August 1977 wurde aufgrund von § 16 Landespflegegesetz das Gebiet Goldgrube als geschützter Landschaftsbestandteil unter Schutz gestellt. Schutzziel ist die Erhaltung der Wasserfläche, des Ufers und des umgebenden Geländes wegen seiner landschaftlichen Eigenart und zur Erhaltung von Standorten seltener Pflanzengesellschaften.

## Personenfähre Rheinhäuser Fähre
Im Auwald befindet sich die Anlegestelle für die Rheinhäuser Fähre, eine im Sommer betriebene Personenfähre für Wanderer und Fahrradfahrer, die Speyer mit Rheinhausen verbindet.

### Fachliteratur
- Bernhard Glaß: Die Entwicklung der Vogelbestände des Landschafts- und Naturschutzgebietes „Berghäuser Rheinaue“ bei Speyer in den Jahren zwischen 1957 und 1983. Bad Dürkheim 1985/86, Mitteilungen der Pollichia 73, Seiten 265–288
- Bernhard Glaß: Korrekturen und Nachträge zu: „Die Entwicklung der Vogelbestände des Landschafts- und Naturschutzgebietes ‚Berghäuser Rheinaue‘ bei Speyer in den Jahren zwischen 1957 und 1983.“, Landau 1990, Fauna, Flora Rheinland-Pfalz 5 (4), Seiten 785–802
- Bernhard Glaß: Die Pflanzengesellschaften der Verlandungszone am „Berghäuser Altrhein“ bei Speyer, Bad Dürkheim 1998, Mitteilungen der Pollichia 73, Seiten 35–61
- Bernhard Glaß: Kritische Anmerkungen zur Wertholzerzeugung im Speyer Auenwald, Fauna, Flora Rheinland-Pfalz 10 (3), Seiten 1031–1077
- Bernhard Glaß: Veränderungen der Wasservegetation (Lemnetea und Potamogetonetea) im Bereich des Berghäuser Altrheins bei Speyer in den Jahren zwischen 1957 und 1989. Fauna Flora Rheinland-Pfalz, Band 6, Heft 4, Seite 981–1033, Landau

### Amtliches
- Landesverordnung für das Landschaftsschutzgebiet Pfälzische Rheinauen, in Gesetz- und Verordnungsblatt für das Land Rheinland-Pfalz Nr. 27, November 1983
- Carola Schnug-Bögerding: Landschaftsplan zum Flächennutzungsplan, Juni 2006, Bearbeitung im Auftrag der Stadt Speyer

### Vogelschutz
- Vogelschutzrichtlinie
- Karte des Gebietes

### FFH
- FFH-Richtlinie
- FFH 6616-304 Rheinniederung Speyer-Ludwigshafen
- Karte des FFH Gebietes im Kartenserver